# Walnut (Illinois)
Walnut és una població dels Estats Units a l'estat d'Illinois. Segons el cens del 2000 tenia 1.461 habitants.

## Demografia
Segons el cens del 2000, Walnut tenia 1.461 habitants, 576 habitatges, i 400 famílies. La densitat de població era de 679,6 habitants/km².
Dels 576 habitatges en un 32,6% hi vivien nens de menys de 18 anys, en un 57,6% hi vivien parelles casades, en un 8,9% dones solteres, i en un 30,4% no eren unitats familiars. En el 28,1% dels habitatges hi vivien persones soles el 15,1% de les quals corresponia a persones de 65 anys o més que vivien soles. El nombre mitjà de persones vivint en cada habitatge era de 2,44 i el nombre mitjà de persones que vivien en cada família era de 2,98.
Per edats la població es repartia de la següent manera: un 25,9% tenia menys de 18 anys, un 6,3% entre 18 i 24, un 25,1% entre 25 i 44, un 20,5% de 45 a 60 i un 22,2% 65 anys o més.
L'edat mediana era de 40 anys. Per cada 100 dones de 18 o més anys hi havia 80,5 homes.
La renda mediana per habitatge era de 40.227 $ i la renda mediana per família de 46.641 $. Els homes tenien una renda mediana de 35.625 $ mentre que les dones 17.500 $. La renda per capita de la població era de 20.126 $. Aproximadament el 4,8% de les famílies i el 6,6% de la població estaven per davall del llindar de pobresa.

## Poblacions més properes
El següent diagrama mostra les poblacions més properes.